# 관음사지
관음사지(觀音寺址)는 대한민국 전라남도 완도군 완도읍 장좌리에 있다. 2003년 11월 24일 완도군의 향토문화유산 제3호로 지정되었다.